# Чжу Дежун
Чжу Дежун (朱德润, 1294 —1365) — китайський художник та каліграф часів династії Юань.

## Життєпис
Народився у м. Сюян (провінція Хенань). Здобув гарну освіту. Поступив на службу до монгольської влади за власною ініціативою. 1319 року завдяки заступництву Чжао Менфу отримав призначення до Академії Ханьлінь, де працював редактором. Надалі займав адміністративні посади у провінціях. Наприкінці життя обіймав посади в імперському уряді. Помер у 1365 році.

## Творчість
Працював переважно в пейзажі, його твори були популярними серед столичної знаті. Збереглося кілька картин цього майстра, зокрема «Сюе сюаньту» («Будиночок серед ароматної пустки», 28,3х210 см, шовк, туш, фарби. Музей Гугун, м. Пекін) та «Цуньфу чжай цзіту» («Перебування у відокремленому місці», інший варіант перекладу назви — «Житло в селі», 28,3х118, 7 см, папір, туш, легка подцветка, 1365 рік. Шанхайські художній музей). Картина «Цун фу чжай цзіту», що вважається найбільш показовим твором цього художника, зображує ландшафт з павільйоном для приймання гостей і творчих занять, побудованим одним з друзів Чжу Дежуна в заміському маєтку (провінція Чжецзян). У мальовничій манері помітно вплив традиційних напрямків і шкіл. На передньому плані у правій частині сувою розташовано село, за яким йдуть вдалині гірські ланцюги, що розчиняються в небесних просторах, зліва оповитий туманом берег річки занурюється у водну гладь. Достаток повітряного середовища нагадує пейзажі «туманно—хмарного стилю», але побудова композиції та поєднання витонченості й експресії малюнка, що забезпечує точність у передачі деталей, пов'язано з північносунським академічним живописом.